# Teúl de González Ortega
Teúl de González Ortega (kurz Teúl) ist eine Kleinstadt mit nur etwa 3.500 Einwohnern und Hauptort einer Gemeinde (municipio) mit ca. 5.500 Einwohnern im äußersten Süden des mexikanischen Bundesstaats Zacatecas nahe der Grenze zum Bundesstaat Jalisco. Die Stadt ist Verwaltungssitz der gleichnamigen Gemeinde. Wegen ihres historischen Stadtzentrums zählt sie zu den Pueblos Mágicos.

## Lage
Teúl de González Ortega liegt im zentralen Hochland Mexikos in einer Höhe von ca. 1910 m. Mexiko-Stadt ist ca. 675 km (Fahrtstrecke) in südöstlicher Richtung entfernt; Zacatecas, die Hauptstadt des Bundesstaats, befindet sich ca. 215 km nordöstlich. Das Klima ist gemäßigt bis warm; Regen (ca. 750–800 mm/Jahr) fällt nahezu ausschließlich im Sommerhalbjahr.

## Bevölkerungsentwicklung
| Jahr      | 2000  | 2020  |
| Einwohner | 3.204 | 3.461 |

Nur noch ein kleiner Teil der zumeist indianisch-stämmigen Einwohner der Gemeinde spricht den regionalen Nahuatl-Dialekt; Umgangssprache ist zumeist Spanisch.

## Wirtschaft
Auf den Feldern in der Umgebung werden Mais, Bohnen, Gemüse, Agaven (magueys) und Opuntien angebaut; in der Stadt gibt es viele kleine Handwerksbetriebe und Geschäfte, in den Außenbezirken haben sich auch kleinere Industriebetriebe angesiedelt. Teúl ist ein regionales Zentrum der Produktion von Mezcal.

## Geschichte
Seit dem 7. Jahrhundert war die Gegend wahrscheinlich vom Volk der Caxcán besiedelt. In den Jahrhunderten vor der spanischen Eroberung (conquista) stand die Region unter dem Einfluss der Chichimeken und ihren Untergruppierungen wie den Zacateken; diese hinterließen jedoch keine Steinbauten. Im Jahr 1536 wurde die Region im Auftrag von Nuño Beltrán de Guzmán von Pedro Almíndez Chirino, einem Conquistador aus dem Gefolge von Hernán Cortés erforscht und erobert. Angeblich wurde auch der Ort in dieser Zeit gegründet; den Beinamen González Ortega erhielt sie im 19. Jahrhundert nach Jesús González Ortega, einem Mitstreiter von Benito Juarez.

## Sehenswürdigkeiten
- Wichtigster Sakralbau der Stadt ist die Kirche San Juan Bautista mit ihrer wenig dekorativen Einturmfassade. Der barocke Glockenturm (campanario) ruht wie ein Fremdkörper auf dem Unterbau auf. Das Kirchenschiff ist gewölbt; das Joch vor der Apsis wird – wie in Mexiko üblich – von einer Kuppel überspannt.
- Hinter der im 19. Jahrhundert erbauten Arkadenreihe der Portales Trinidad de Cervantes befinden sich Geschäfte und Cafés.

Umgebung
- Ca. 1 km südlich des Ortes liegt die präspanische Ruinenstätte El Teúl.